# Valsayn
Valsayn es una localidad de Trinidad y Tobago, que forma parte de la región de Tunapuna-Piarco.

## Geografía
La localidad abarca parte de la isla Trinidad y limita al norte con Eric Williams Medical Complex y Curepe, al sur con Bamboo Grove y Real Springs, al este con Curepe, Spring Village y Real Springs y al oeste con Mt. Lambert (localidad perteneciente a la región de San Juan-Laventille).

## Demografía
Datos demográficos de la localidad de Valsayn:
| Gráfica de evolución demográfica de Valsayn entre 2000 y 2011 |
|                                                               |